# Clear LCD
Clear LCD ist eine Technik, welche die Bildqualität von LCD-Fernsehgeräten verbessert. Entwickelt wurde sie von der Firma Philips.
Zwei Kriterien der Bildqualität wurden nach Herstellerangaben erheblich verbessert:
- schnelle Bewegungen im Bild werden dank einer Reaktionszeit von 3 ms klar und fließend dargestellt.
- die Kontrastwerte sind verbessert, vor allem wird ein tieferes „Schwarz“ erzeugt, was sich vor allem bei dunklen Szenen bemerkbar macht. Mit verantwortlich für die Kontrastverbesserung ist eine neue Hintergrundbeleuchtung. Diese „Scanning Backlight“ genannte Technik kann Bildflächen gezielt beleuchten (dynamischer Kontrast mit einem Wert von bis zu 7000:1).

Bisher wurden alle Flächen mit gleicher Helligkeit beleuchtet. LCD-Bildschirme müssen von hinten beleuchtet werden, da die Pixel selbst kein Licht aussenden (im Gegensatz zu Plasma- oder Kathodenstrahlfernsehgeräten).
Bei anderen Herstellern von LCD-Fernsehgeräten wird diese Technik auch „Flashing Backlight“ genannt.